# Jerbu d'orelles llargues
El jerbu d'orelles llargues (Euchoreutes naso) és un petit rosegador nocturn de la família dels dipòdids que es troba a Mongòlia i la Xina, en els deserts de Gobi i Takla Makan.
El seu cos petit i bombat, mesura tot just entre 7 i 9 cm de llarg. Es caracteritza per la seva cua prima i molt llarga, que arriba a 18-25 cm de longitud, potes davanteres molt curtes i posteriors molt llargues, adaptades per a donar salts de cangur en la sorra i, per les seves orelles de conill, grans pel que fa al seu cap triangular. El seu pèl és castany a grisenc al dors i al llarg de la cua, excepte a la part terminal d'aquesta, on presenta un plomell d'anells blanc/negre/blanc que sembla servir-li de timó en saltar. El pelatge del ventre és de color blanc.
Es coneix poca cosa de la vida de l'espècie, encara que se sap que durant el dia roman en caus excavats a la sorra i de nit surt dels túnels a alimentar-se. Fou inclòs entre les 10 espècies investigades en 2007 per la Societat Zoològica de Londres en el programa EDGE of Existence, sobre espècies d'evolució diferenciada globalment amenaçades, per a estudiar l'impacte humà en el seu hàbitat. En 2007 fou divulgat per primera vegada un vídeo que el mostra i ha servit en la campanya per a protegir l'espècie.